# Error (album Alkatrazu)
Error – debiutancki album polskiej grupy muzycznej Alkatraz, wydany w 2001 roku nakładem Silverton.

## Lista utworów
1. „Error” – 6:17
2. „Burczy brzuch” – 5:15
3. „Pan GOLD” – 6:37
4. „Słowa prawie te same” – 5:50
5. „Ayy ...yy” – 6:06
6. „A ciule – fuck off” – 4:26
7. „Puch” – 5:35
8. „Życie pyk, lufa pyk” – 5:57
9. „Tak kochają” – 5:49
10. „Tik, tak” – 6:39

## Twórcy
- Roman Kostrzewski – śpiew, teksty, instrumenty klawiszowe
- Valdi Moder – gitara
- Krzysztof Oset – gitara basowa
- Przemek Kuczyński – perkusja
- Marcin Płucienik – gitara basowa
- Darek Wołynkiewicz – gitara